# Marquês de Valença
Marquês de Valença é um título nobiliárquico português de juro e herdade criado por D. Afonso V de Portugal, por carta de 11 de Outubro de 1451, em favor de D. Afonso de Portugal, 4.º conde de Ourém, filho primogénito de D. Afonso, 1.º duque de Bragança, e neto primogénito do Condestável e 3.º Conde de Ourém D. Nuno Álvares Pereira. Foi o primeiro título de Marquês concedido em Portugal.
O título extinguiu-se por morte sem descendência legítima de D. Afonso, 1.º titular, (o seu primogénito filho bastardo, D. Afonso de Portugal, foi bispo de Évora). O Rei D. João V recriou o título em 10 de Março de 1716, novamente de juro e herdade, e desta feita com Honras de Parente da Casa Real com tratamento de sobrinho, e concedeu-o ao 8.º conde de Vimioso, descendente directo do 1.º titular e do seu filho primogénito (ilegítimo).

## Marquês de Valença (1451/1716)
1. D. Afonso de Portugal (1400–1451–1460), 4.º conde de Ourém; neto primogénito do Santo-Condestável D. Nuno Álvares Pereira;
2. D. Francisco de Paula de Portugal e Castro (1679–?–1749), 8.º conde de Vimioso;
3. D. José Miguel João de Portugal e Castro (1706–1749–1775), 9.º conde de Vimioso;
4. D. Afonso Miguel de Portugal e Castro (1748–1775–1802), 11.º conde de Vimioso;
5. D. José Bernardino de Portugal e Castro (1780–1802–1840), 12.º conde de Vimioso;
6. D. Fernando José Luís Burnay de Sousa Coutinho (1883–?–1945);
7. D. António Luís Carvalho de Sousa Coutinho (1925-2007); 5.º Marquês de Borba, 18º Conde de Redondo, 15.º Conde de Vimioso, 8.º conde de Soure;
8. D. Fernando Patrício de Portugal de Sousa Coutinho (1956), 6.º Marquês de Borba, 19.º Conde de Redondo, 16º Conde de Vimioso, 9.º Conde de Soure, 3.º Marquês de Aguiar, Conde de Basto, 2.º Conde do Barreiro, 3.º Conde de Aguiar, 4.º Marquês de Castelo Rodrigo.